# Lee Walker
Lee Walker, valižanski igralec snookerja, * 11. februar 1976, Abergwesyn, Wales.

## Kariera
Walker se je uvrstil v četrtfinale Svetovnega prvenstva 1997, potem ko je izločil Dava Harolda (10-7) in Alana McManusa (13-10). V četrtfinalu ga je nato premagal Kanadčan Alain Robidoux (8-13), ki pa je nato izpadel že v naslednjem krogu, v polfinalu proti kasnejšemu prvaku Kenu Dohertyju.
Dosežka nikoli ni uspel ponoviti, čeprav se mu je na Svetovnem prvenstvu 2004 precej približal, tedaj si je z zmago nad Stephenom Leejem z 10-7 priigral mesto v osmini finala, kjer je priznal premoč Davidu Grayu, ki je bil boljši z izidom 13-5.
Po sezoni 2005/06 je izpadel iz svetovne karavane, a se je že naslednjo sezono vrnil, potem ko je si je mesto v njej povrnil z dobrimi igrami na seriji turnirjev PIOS (Pontin’s International Open Series).